# Рогонян, Екатерина Сергеевна
Екатерина Сергеевна Рогонян (укр. Катерина Сергіївна Рогонян, род. 25 апреля 1984, Николаев, Украинская ССР, СССР) — украинская, а с 2006 года — американская шахматистка, гроссмейстер (2004) среди женщин.
Чемпионка Украины (2000). В составе сборной США участница 38-й Олимпиады в Дрездене.
| Графики недоступны из-за технических проблем. См. информацию на Фабрикаторе и на mediawiki.org. |